# Mleczko (grzyby)

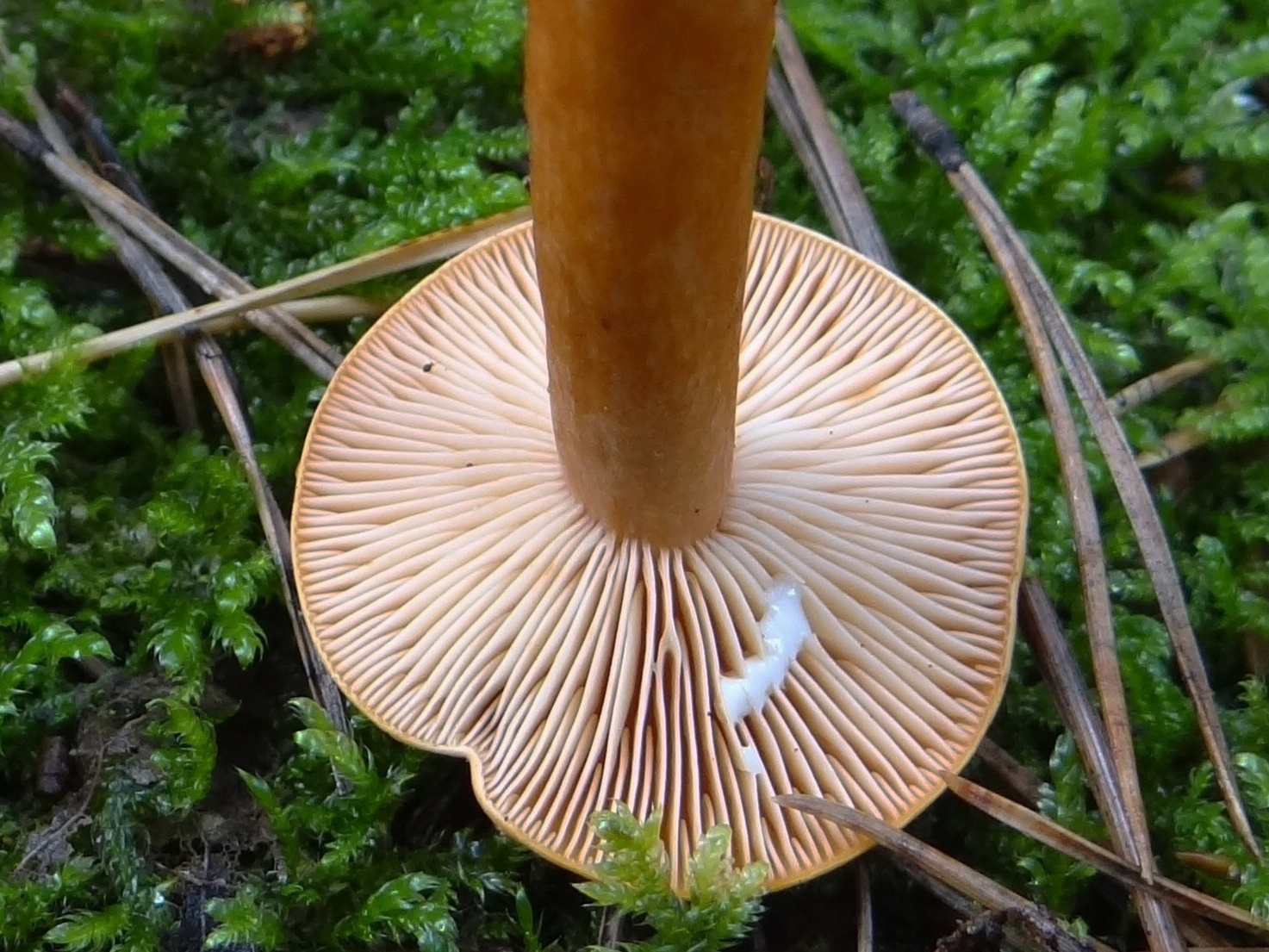
Mleczko na uszkodzonych blaszkach mleczaja pomarańczowego

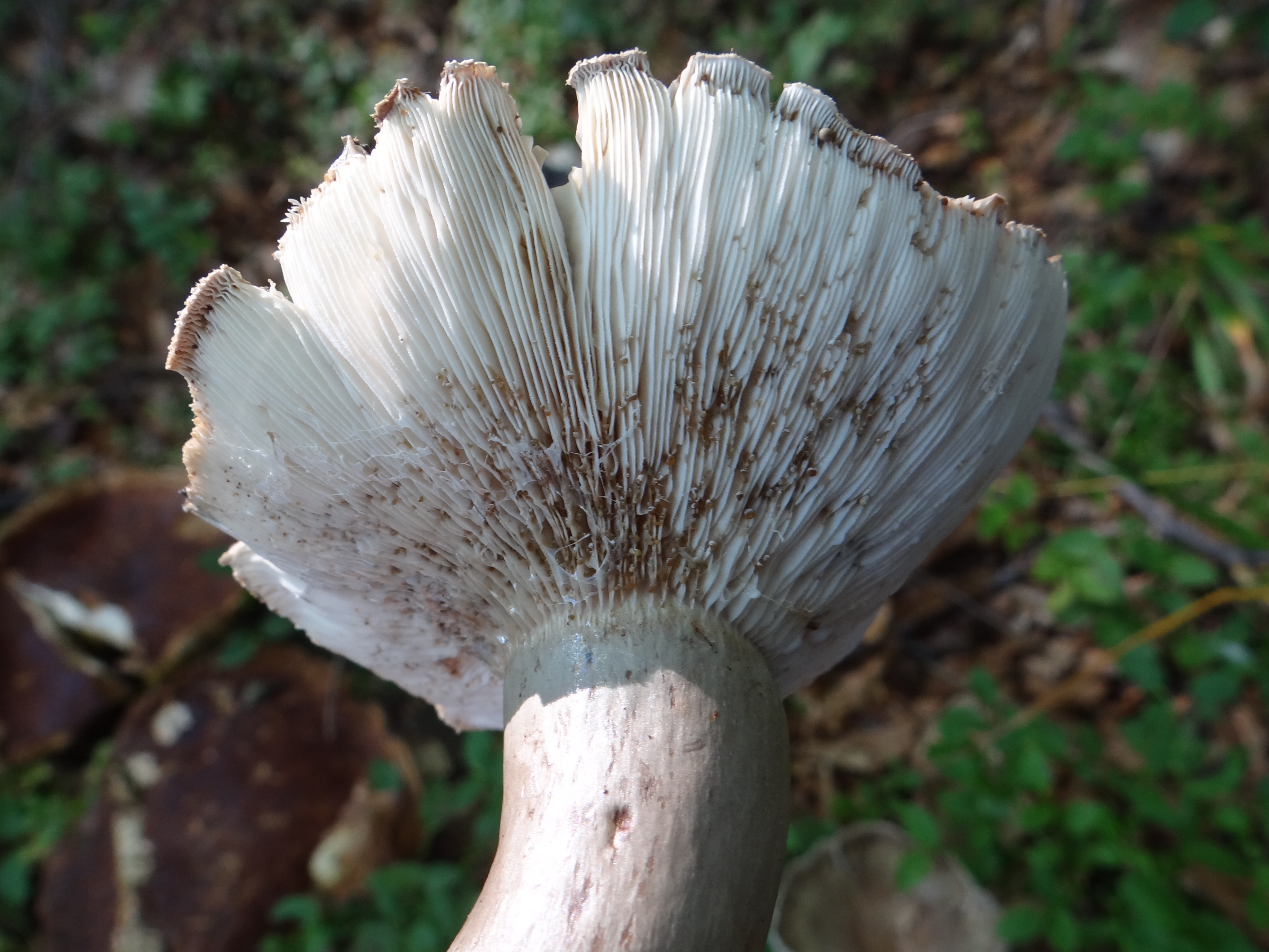
Zaschnięte krople mleczka na blaszkach mleczaja śluzowatego

Mleczko (także sok mleczny) – wydzielany przez niektóre gatunki grzybów płyn zawierający w swoim składzie wodę, substancje żywiczne i substancje podobne do albumin. Może mieć barwę białą (jak mleko), wodnisto-białą, lub w różnych odcieniach koloru żółtego i czerwonego. Wytwarzany jest w przewodach mlecznych. Po uszkodzeniu miąższu lub blaszek  mleczko wypływa przez kilkanaście sekund. Szczególnie obfity wypływ następuje po uszkodzeniu blaszek, ujście przewodów mlecznych znajduje się bowiem głównie u nasady blaszek. Pod wpływem powietrza mleczko niektórych gatunków może zmieniać barwę. Czasami mleczko krzepnie na blaszkach, w wyniku czego powstają na nich żółtawe ziarenka.
Mleczko odgrywa istotną rolę w oznaczaniu niektórych gatunków grzybów, np. mleczajów (Lactarius). Bierze się pod uwagę takie jego cechy:
- gęstość (rzadkie lub gęste)
- obfitość i czas wypływu
- barwa
- zmiana barwy (czy na powietrzu zmienia barwę, na jaką i po jakim czasie)
- smak (łagodny, gorzki lub ostry, oraz jak długo uczucie cierpkości i pieczenia utrzymuje się w ustach)

Smak mleczka decyduje zazwyczaj o przydatności danego grzyba do spożycia. Grzyby wytwarzające mleczko o ostrym smaku uważa się za grzyby niejadalne, niektóre z nich są nawet trujące, powodują przejściowe dolegliwości ze strony układu pokarmowego. W Polsce mleczaje o gorzkim i ostrym smaku nie są zbierane do celów spożywczych. W niektórych krajach jednak uważa się je po odpowiedniej obróbce za smaczne grzyby jadalne. W Rosji np. za jadalne uważa się takie mleczaje, jak mleczaj biel, mleczaj wełnianka, czy mleczaj omszony, a w Finlandii również mleczaja rudego. Ich gorzkiego smaku można się pozbyć po kilkukrotnym wygotowaniu i odlaniu wody. Zazwyczaj podlegają potem soleniu lub kiszeniu.